# Lars Engelmark
Lars Engelmark, född 1715 i Ramsele socken, död 16 april 1760 i Jukkasjärvi församling, Västerbottens län, var en svensk präst.

## Biografi
Lars Engelmark, som var son till komministern Jonas Stadenius och Anna Hornæus, blev student vid universitetet i Åbo. Efter att ha promoverats till filosofie magister där 1741 prästvigdes han i Härnösand 1742 och blev pastorsadjunkt i Sunne församling i Jämtland. Redan i februari 1743 fick han fullmakt som skolmästare i Jukkasjärvi men anhöll om uppskov med att tillträda sysslan. Enligt Lappmarksdirektionen borde han dock bege sig till Pehr Fjellström i Lycksele för att undervisas i samiska och samtidigt få lön. Som skolmästare sökte han 1751 den lediga kyrkoherdetjänsten i Jukkasjärvi, där han en tid också varit vice pastor. Engelmark hade goda vitsord och fick tjänsten i juni 1751 samt tillträdde 1752. Åtta år senare avled han och efterträddes av Nils Gran.

### Familj
Lars Engelmark gifte sig 1743 med Margareta Vendela Teet (död 1762), som tillhörde adliga ätten Teet och var dotter till häradshövdingen Erik Teet och Brita Gripenklo. Makarna Engelmark fick tolv barn, varav sonen Daniel Engelmark blev kyrkoherde i hembygden och sonen Fredrik Engelmark komminister i Nedertorneå, medan dottern Catharina Engelmark gifte sig med den framstående silversmeden Michael Åström i Stockholm.